# Jurilovca
Jurilovca é uma comuna romena localizada no distrito de Tulcea, na região de Dobruja. A comuna possui uma área de 299.87 km² e sua população era de 2121 habitantes segundo o censo de 2011.
É uma vila de pescadores localizada a sul do Delta do Danúbio. Foi criada no século XIX pelos Lipovanos.

## Património
- Fortaleza Argamum;